# Емануел Икономов
Емануел Икономов е български писател, журналист, издател, критик, преводач.

## Биография
Роден е на 26 август 1960 година в София. Завършва кибернетика в Техническия университет в Илменау в Германия през 1985 година.
След завръщането си в България работи в научноизследователска лаборатория (1985 – 1990) и после като преподавател, консултант, журналист, преводач, а от 1995 г. като управител на издателство. Собственик на издателствата „Аргус“, „ЕГИ“, „БалкаНота“ и други.
Основател е на поредицата „Нова българска фантастика“ и конкурса „Аргус – фантастика през 100 очи“, както и на годишника за фантастично изкуство „Български фантастични ВАЯНИЯ“.
Член е на Съюза на българските писатели, на Съюза на преводачите в България, на Съюза на българските журналисти. Вицепрезидент е на Международната асоциация на писателите криминалисти (AIEP/IACW) от 2000 година и неин президент от 2013 г.

## Творчество
Икономов дебютира в периодичния печат като преводач през 1979 година и като автор през 1980 година. Автор е на роман и над 300 разказа, публикувани в 24 сборника, предимно във фантастичния и криминалния жанр, на критически есета и статии. Негови произведения са преведени и публикувани в Англия, Германия, Испания, Русия, Сърбия, Гърция.
През 2000 година става лауреат на наградата „Еврокон“ за принос в развитието на фантастиката, през 2002 година – на Голямата награда на името на Атанас Мандаджиев за криминален разказ, а през 2003 година – на наградата на критиката за криминална загадка „Инспектор Стрезов“. Представителни сборници на неговата крими проза са „Детектив по неволя“ (2002) и „Бандит по неволя“ (2010).
През 2005 година авторският му сборник „Икосаедри“ печели конкурс на Националния център за книгата към Министерството на културата. През 2010 година е публикувана колекцията „Не питай за цената“, а през 2011 година – романът „Отвъд и по-нататък“. През 2021 година излизат сборниците с разкази „Рандеву“, „Последният дракон“, „Извънземният до теб!“ и „Тайните на Малкия град“, както и сборникът със статии и есета „За фантастиката и фантастите“. Последвани са от сборниците „Емпромптю“ през 2022 г. и „Дежавю“ през 2025 г. и други.
От 2017 година след спечелване на конкурс на списание „Осем“ публикува на неговите страници нови криминални загадки на Инспектор Стрезов като продължител на създателя му Светослав Славчев.
Освен в авторски сборници негови разкази се публикуват в списания и антологии.

### Авторски книги
- „Икосаедър“ – сборник фантастични разкази и новели, София: ЕГИ, 2000
- „Откраднатата книга“ – сборник криминални разкази и новели, София: ЕГИ, 2001
- „Октаедър“ – сборник фантастични разкази и новели, София: Аргус, 2002
- „Детектив по неволя“ – сборник криминални разкази и новели, София: Аргус, 2002
- „Додекаедър“ – сборник фантастични разкази и новели, София: Аргус, 2003
- „Икосаедър 2“ – сборник фантастични разкази и новели, София: ЕГИ, 2005
- „Икосаедри“ – сборник фантастични разкази и новели, София: Аргус, 2005
- „Книга за дървени глави“ – сборник гротески, София: Аргус, 2005
- „Броеница от безумия“ – сборник гротески, София: ЕГИ, 2005
- „Книга за ръждясали мозъци“ – сборник гротески, София: Аргус, 2006
- „Броеница от небивалици“ – сборник гротески, София: ЕГИ, 2006
- „Бандит по неволя“ – сборник криминални разкази и новели, София: Плеяда, 2010
- „Не питай за цената“ – сборник фантастични разкази и новели, София: Весела Люцканова, 2010
- „Отвъд и по-нататък“ – фантастичен роман, София: ИнфоДАР, 2011
- „Рандеву“ – сборник разкази, София: Turning Point, 2021
- „Последният дракон“ – сборник разкази, София: terra fantastica, 2021
- „Среща“ – сборник разкази – специално онлайн издание, София: BTPress, 2021
- „За фантастиката и фантастите: 1986–2020“ – сборник есета и статии, София: библиотека Критика, Есеистика, Теория, История, 2021
- „Извънземният до теб!“ – сборник фантастични разкази, София: Лира принт, 2021
- „Тайните на Малкия град“ – сборник разкази, София: Аргус, 2021
- „Емпромптю“ – сборник разкази, София: Turning Point, 2022
- „Броеница от бодилчета“ – сборник гротески, София: ЕГИ, 2022
- „Линиатюри 1“ – сборник миниатюри, София: ЕГИ, 2025
- „Немо / Омен“ – повести, София: Аргус, 2025

### Преводи
Романи
- 1990 г. – Клифърд Саймък – „Планетата на Шекспир“
- 1990 г. – Едгар Уолъс – „Лице в мрака“
- 1992 г. – Джон Касъл, Артър Хейли – „Полет в опасност“
- 1993 г. – Клифърд Саймък – „Рожби на разума“
- 1996 г. – Каролайн Чери – „Светът на Пел“

Сборници и антологии
- 1987 г. – Антология – „Немски фантастични разкази“
- 1991 г. – Робърт Шекли – „Билет за Транай“
- 1992 г. – Лари Нивън – „Смърт в екстаз“

Новели
- 1986 г. – Айзък Азимов – „Двестагодишният човек“
- 1987 г. – Клифърд Саймък – „Големият преден двор“
- 1989 г. – Орсън Скот Кард – „Играта на Ендър“
- 1990 г. – Робърт Силвърбърг – „Роден с мъртвите“
- 1991 г. – Робърт Шекли – „Билет за Транай“
- 1991 г. – Орсън Скот Кард – „Реката Хатрак“
- 1992 г. – Лари Нивън – „Смърт в екстаз“ (от цикъла „Джил Ръката“)
- 1992 г. – Лари Нивън – „Рамо“ (от цикъла „Джил Ръката“)
- 1992 г. – Фредерик Пол – „Венериански търговци“

Научно-техническа литература
- 1990 г. – Робърт Келър – „Технология на експертните системи“

Публицистика
- 1996 г. – Ерих Шмид Еенбоом, Джо Ангерер – „Мръсните трикове на икономическия шпионаж“

### Съставителство
Антологии
- 2001 г. – „Един мъртвец по-малко“ – криминални разкази (публикувана също на испански: Escritura para un crimen[6])
- 2004 г. – „Български фантастични ВАЯНИЯ 2004“ – алманах за фантастично изкуство
- 2005 г. – „Български фантастични ВАЯНИЯ 2005“ – алманах за фантастично изкуство
- 2006 г. – „Български фантастични ВАЯНИЯ 2006“ – алманах за фантастично изкуство
- 2007 г. – „Български фантастични ВАЯНИЯ 2007“ – алманах за фантастично изкуство
- 2008 г. – „Български фантастични ВАЯНИЯ 2008“ – алманах за фантастично изкуство

Антологии (заедно със Светослав Славчев)
- 2001 г. – „Черният саламандър“ – криминални разкази
- 2002 г. – „Златният саламандър“ – криминални разкази
- 2003 г. – „Рубинен саламандър“ – криминални разкази

Антологии (заедно с Александър Карапанчев)
- 2000 г. – „Чудни хоризонти“ – фантастични разкази
- 2003 г. – „Мними хоризонти“ – фантастични разкази
- 2003 г. – „Щури хоризонти“ – фантастични разкази
- 2005 г. – „Дивни хоризонти“ – фантастични разкази
- 2006 г. – „Ведри хоризонти“ – фантастични разкази
- 2006 г. – „Знойни хоризонти“ – фантастични разкази
- 2006 г. – „Храбри хоризонти“ – фантастични разкази
- 2008 г. – „Секси хоризонти“ – фантастични разкази

### За него
- Георги Цанков, „Властелинът на кримито“, предговор към „Детектив по неволя“, 2002
- Георги Цанков, „Вълшебникът с многото изразителни лица“, предговор към „Икосаедри“, 2005
- Александър Карапанчев, „Икономоедър“, интервю с автора в „Икосаедри“, 2005
- Георги Цанков, „Многокаратова усмивка, която хапе“, предговор към „Броеница от безумия“, 2005
- Георги Величков, „Борбата на порива към върховете“, рецензия обзор на творчеството, „Български фантастични ВАЯНИЯ 2005“
- Георги Цанков, „Чародеят, който искаше да намери любов“, предговор към „Броеница от небивалици“, 2006
- Георги Цанков, „Криминале на бъдещето“, предговор към „Бандит по неволя“, 2010
- Георги Цанков, „Кипящото въображение на чародея“, предговор към „Не питай за цената“, 2010
- Александър Карапанчев, „Портрет на фантаста като зрял писател“, послеслов към „Последният дракон“, 2021
- Веселина Василева, „Заподозреният у теб, заподозреният от мен“, послеслов към „Извънземният до теб!“, 2021
- Георги Цанков, „Страници от „Книгата на истината““, предговор към „Тайните на Малкия град“, 2021